# Ask (jednotka)
Ask je stará jednotka hmotnosti a objemu používaná ve Skandinávii.

## Převodní vztahy pro hmotnost
- v Dánsku 1 ask = 21,16 Kg = 1/6 tønde smør

## Převodní vztahy pro objem
- v Norsku také používaná varianta 1 Aske = 10,8 l = 4 boll; případně také 16,2 l
- ve Švédsku 1 ask = 8 až 21 l = 3 až 8 kanna